# Ex falso sequitur quodlibet
Nella logica classica, viene usata la locuzione latina ex falso sequitur quodlibet (lett. "dal falso segue qualsiasi cosa (scelta) a piacere") o, con un'ellissi, ex falso quodlibet, per indicare un principio logico (valido anche nella logica intuizionista) che stabilisca come da un enunciato contraddittorio consegue logicamente qualsiasi altro enunciato. Per questo è noto anche come principio di esplosione, nel senso che fa esplodere all'infinito l'insieme delle conseguenze di un enunciato contraddittorio. 
Si noti che, per implicare qualsiasi altro enunciato, non basta che l'enunciato iniziale sia falso (come La Luna è fatta di formaggio); occorre invece che sia logicamente falso, cioè contraddittorio (come La Luna è fatta di formaggio e non è fatta di formaggio). Quindi, una formulazione più corretta sarebbe ex contradictione sequitur quodlibet.
Si tratta, in realtà, di un teorema, la cui conoscenza, peraltro, risale all'antichità: era già noto, ad esempio, alla scuola megarica. Non si tratta, invece, di un'antinomia, dal momento che non conduce ad alcuna contraddizione. Nonostante possa sembrare controintuitivo per i possibili paradossi a cui conduce, questo principio è in realtà conforme anche al senso comune, in quanto i paradossi costruiti su di esso sono costruiti sempre su premesse false.
La definizione ex falso quodlibet per questo teorema è attribuita, per tradizione, a Duns Scoto, sebbene in realtà sia opera di un autore sconosciuto. Pertanto, a volte ci si riferisce ad esso anche come teorema dello pseudo-Scoto. La prima dimostrazione del teorema è attribuita al logico francese del XII secolo Guglielmo di Soissons, appartenente alla scuola dei Parvipontani, fondata da Adamo del Petit-Pont. Nel linguaggio della logica proposizionale si può esprimere il principio con la formula:
{\displaystyle (A\land \lnot A)\to B.}

## Dimostrazione
1. {\displaystyle (A\wedge \neg A)} (ipotesi)
2. {\displaystyle A\,} (da (1) per eliminazione della congiunzione)
3. {\displaystyle (A\vee B)} (da (2) per aggiunta di una disgiunzione)
4. {\displaystyle \neg A} (da (1) per eliminazione della congiunzione)
5. {\displaystyle B} (da (3 e 4) per il teorema del sillogismo disgiuntivo)

Che sia vero A e falso non-A oppure falso A e vero non-A, la loro congiunzione è sempre falsa e implica sempre B indipendentemente che sia vero o falso.
È interessante osservare che una contraddizione, implicando qualsiasi affermazione, implica anche qualsiasi contraddizione. Si può quindi sostenere l'equivalenza e quindi la banalità, in senso matematico, delle contraddizioni e dei sistemi che le contengono. Va comunque ricordato che, dal secondo teorema di incompletezza di Gödel deriva che: dato un sistema formale che includa almeno l'aritmetica di Robinson, o esso è incompleto, non potendo dimostrare almeno la propria coerenza, o è contraddittorio.

## Utilizzo

### Creazione dell'Universo
Tale principio è stato utilizzato nella scolastica anche come pretesa di spiegazione di come Dio abbia creato l'Universo a partire dalla negazione del principio di non contraddizione. Ma ai sostenitori di questa teoria spesso veniva ribattuto che, invece, in base alla consequentia mirabilis, si poteva creare anche a partire dal nulla proprio grazie al principio di non contraddizione.

### Esempio di Bertrand Russell
Si può ricordare un ironico esempio proposto da Bertrand Russell in risposta alla domanda di un suo studente: "partendo da 2 + 2 = 5, dimostri di essere il Papa". Russell utilizzò un percorso argomentativo che si può riassumere, grossomodo, così: 
Supponiamo che sia vera un'affermazione falsa come 2 + 2 = 5 (l'affermazione A nella notazione vista sopra può essere: "2 + 2 è diverso da 5" e non-A: "2 + 2 = 5" ), allora sottraendo 3 da entrambi i membri otteniamo: 1=2. Ora, io e il Papa siamo due, ma 2=1 quindi io e il Papa siamo uno, quindi io sono il Papa.